# ووکمانوواتس
ووکمانوواتس (صربی: Vukmanovac}} یک منطقهٔ مسکونی در صربستان است که در Rekovac واقع شده‌است.
 ووکمانوواتس  ۴۷۷ نفر جمعیت دارد.